# Miane
Miane is een gemeente in de Italiaanse provincie Treviso (regio Veneto) en telt 3661 inwoners (31-12-2004). De oppervlakte bedraagt 30,9 km², de bevolkingsdichtheid is 118 inwoners per km².
De volgende frazioni maken deel uit van de gemeente: Combai, Campea, Premaor.

## Demografie
Miane telt ongeveer 1460 huishoudens. Het aantal inwoners steeg in de periode 1991-2001 met 2,8% volgens cijfers uit de tienjaarlijkse volkstellingen van ISTAT.
| Jaar | Inwoneraantal |
| ---- | ------------- |
| 1991 | 3322          |
| 2001 | 3416          |

## Geografie
De gemeente ligt op ongeveer 259 m boven zeeniveau.
Miane grenst aan de volgende gemeenten: Farra di Soligo, Follina, Mel (BL), Valdobbiadene.

## Geboren
- Mauro Bettin (1968), wielrenner